# The Girl from New York City
«The Girl from New York City» es una canción escrita por Brian Wilson y Mike Love para la banda de rock estadounidense The Beach Boys. Fue editada en su álbum Summer Days (and Summer Nights!!). Fue pensada como una respuesta al éxito "The Boy from New York City" de The Ad Libs de ese año.

## Publicaciones
Además de aparecer en Summer Days (and Summer Nights!!), "The Girl from New York City" apareció en otros lanzamientos de The Beach Boys. La canción fue lanzada en Grecia como el lado B de "Wild Honey". La canción también apareció en la versión británica del álbum recopilatorio Best of The Beach Boys Vol. 2, así como también en The Capitol Years, otro álbum de compilación.

## Crítica
"The Girl from New York City" fue descrita como "bien hecha" por el escritor Richie Unterberger de AllMusic, pero consideró que la canción no "abrió nuevos caminos". El autor Jim Fuselli describió la canción como un retroceso "a los días de despreocupación del grupo".

## Créditos
The Beach Boys
- Brian Wilson – vocal
- Carl Wilson – guitarra, vocal
- Al Jardine – guitarra, vocals
- Bruce Johnston – vocal, piano
- Mike Love – voz principal

Otros
- Hal Blaine – bateería
- Steve Douglas – saxofón
- Jack Nimitz – saxofón
- Clifford Hils – contrabajo
- Ray Pohlman – bajo